# اس‌ام یوبی-۱۰
اس‌ام یوبی-۱۰ (به انگلیسی: SM UB-10) یک زیردریایی بود که طول آن ۹۱ فوت ۶ اینچ (۲۷٫۸۹ متر) بود. این زیردریایی در سال ۱۹۱۵ ساخته شد.